# Pulsar rentgenowski

Schemat działania pulsara, bieguny magnetyczne nie leżą na tej samej osi co oś obrotu gwiazdy. Na schemacie nie zaznaczono towarzyszącej pulsarowi rentgenowskiemu gwiazdy ani dysku akrecyjnego.

Pulsar rentgenowski – typ rentgenowskiego układu podwójnego składający się z gwiazdy neutronowej o bardzo silnym polu magnetycznym i gwiazdy ciągu głównego.
W takim układzie podwójnym materia z gwiazdy ciągu głównego zbiera się wokół gwiazdy neutronowej w dysku akrecyjnym, ale przyciągana jest na powierzchnię gwiazdy neutronowej wyłącznie do biegunów magnetycznych, tzw. akrecja kolumnowa, gdzie spadająca materia wytwarza promieniowanie rentgenowskie, które jest emitowane w wąskich wiązkach wzdłuż osi biegunów magnetycznych. Bieguny magnetyczne gwiazdy neutronowej nie leżą na tej samej osi co oś obrotu gwiazdy i szybko wirująca gwiazda wysyła dwie wiązki promieniowania rentgenowskiego podobnie jak latarnia morska.
Okres obrotu pulsara rentgenowskiego może wynosić od 1,6 milisekundy do ponad dziesięciu minut. W odróżnieniu od zwykłych pulsarów radiowych, które spowalniają w miarę utraty energii, niektóre pulsary rentgenowskie przyspieszają w miarę starzenia się. Większość pulsarów rentgenowskich ma bardzo stabilny okres obrotu, ale zdarzają się także obiekty, które zachowują się bardzo chaotycznie, zwalniając i przyspieszając na przemian.